# Червоний Фольварк
Червоний Фольварк (пол. Czerwony Folwark) — село в Польщі, у гміні Сувалки Сувальського повіту Підляського воєводства.
Населення — 68 осіб (2011).
У 1975-1998 роках село належало до Сувальського воєводства.

## Демографія
Демографічна структура станом на 31 березня 2011 року:
|          | Загалом | Допрацездатний вік | Працездатний вік | Постпрацездатний вік |
| -------- | ------- | ------------------ | ---------------- | -------------------- |
| Чоловіки | 33      | 6                  | 24               | 3                    |
| Жінки    | 35      | 6                  | 18               | 11                   |
| Разом    | 68      | 12                 | 42               | 14                   |